# Newmaniverruca albatrossiana
Newmaniverruca albatrossiana is een zeepokkensoort uit de familie van de Verrucidae. De wetenschappelijke naam van de soort is voor het eerst geldig gepubliceerd in 1912 door Pilsbry.